# Старая Толковка (Мордовия)
Старая Толковка — деревня Ковылкинского района Республики Мордовия в составе Рыбкинского сельского поселения. 

## География
Находится на расстоянии примерно 26 километров по прямой на северо-запад от районного центра города Ковылкино.

## Истории
Известна с 1864 года, когда в ней была построена деревянная Михайловская церковь. В 1869 году она была учтена как казенная деревня Краснослободского уезда из 47 дворов.

## Население
Постоянное население составляло 38 человек (мордва-мокша 100%) в 2002 году, 25 в 2010 году .